# Stephen Wright Kellogg

Stephen Wright Kellogg

Stephen Wright Kellogg (* 5. April 1822 in Shelburne, Franklin County, Massachusetts; † 27. Januar 1904 in Waterbury, Connecticut) war ein US-amerikanischer Politiker. Zwischen 1869 und 1875 vertrat er den zweiten Wahlbezirk des Bundesstaates Connecticut im US-Repräsentantenhaus.

## Werdegang
Stephen Kellogg besuchte die Schule in seiner Heimatgemeinde Shelburne und danach das Amherst College. Anschließend studierte er bis 1846 am Yale College. Nach einem anschließenden Jurastudium und seiner im Jahr 1848 erfolgten Zulassung als Rechtsanwalt begann er in Naugatuck in seinem neuen Beruf zu praktizieren. Im Jahr 1851 wurde er bei der Verwaltung des Senats von Connecticut angestellt. Zwei Jahre später wurde er selbst in diese Parlamentskammer gewählt.
Im Jahr 1854 zog Kellogg nach Waterbury, wo er wieder als Rechtsanwalt arbeitete. Noch im gleichen Jahr wurde er Richter am Bezirksgericht des New Haven County. Von 1854 bis 1860 war er auch Richter am dortigen Nachlassgericht. Kellogg wurde Mitglied der 1854 gegründeten Republikanischen Partei, deren Republican National Conventions er in den Jahren 1860, 1868 und 1876 als Delegierter besuchte. Auf diesen Parteitagen wurden Abraham Lincoln, Ulysses S. Grant und schließlich Rutherford B. Hayes als Präsidentschaftskandidaten der Partei nominiert. Im Jahr 1856 wurde Kellogg in das Repräsentantenhaus von Connecticut gewählt. Während des Bürgerkrieges war er ab 1863 bis 1866 Oberst eines Regiments der Nationalgarde von Connecticut. Danach war er bis 1870 Brigadegeneral in der Nationalgarde. Gleichzeitig war er von 1866 bis 1869 Prozessanwalt der Stadt Waterbury. Dieses Aufgabe sollte er zwischen 1877 und 1883 noch einmal übernehmen.
1868 wurde Kellogg im zweiten Distrikt von Connecticut in das US-Repräsentantenhaus in Washington, D.C. gewählt. Dort trat er am 4. März 1869 die Nachfolge von Julius Hotchkiss von der Demokratischen Partei an. Nach zwei Wiederwahlen konnte er bis zum 3. März 1875 drei Legislaturperioden im Kongress absolvieren. Dort war er von 1871 bis 1873 Vorsitzender des Ausschusses zur Kontrolle der Ausgaben des Marineministeriums. Zwischen 1873 und 1875 war er Mitglied im Ausschuss zur Reform des öffentlichen Dienstes. Bei den Wahlen der Jahre 1874 und 1876 unterlag er jeweils dem Demokraten James Phelps. Danach arbeitete er wieder als Anwalt in Waterbury, wo er im Jahr 1904 auch verstarb.